# 佐藤大樹
佐藤 大樹（日语：／ Sato Taiki，1995年1月25日—）是日本的男舞者、演員。同時是团体EXILE和FANTASTICS的成员。

## 略歴
- 2011年起成為GENERATIONS from EXILE TRIBE的支援成員作活動。
- 2014年4月27日，在『EXILE PERFORMER BATTLE AUDITION』合格而加入EXILE。[1]。
- 2016年12月29日FANTASTICS from EXILE TRIBE結成同時擔任隊長一職。

## 人物
- 他有一個比他小一歲的弟弟[2]。
- 他從小學四年級到國中三年級一直踢足球[3]。高中期間，他在迴轉壽司店打工一年，之後又在超市當了一年收銀員[4]。他也做過搬運工和臨時工[5]。
- 出道後，他加入EXILE後，與同期入團的成員世界同居了兩年半[6]。
- 2020年，他獲得了日本桑拿水療協會認證的桑拿水療健康顧問資格[7]，2022年，他獲得了桑拿水療專業人士的更高資格[8]。

## 演出

### 電視劇
- Sugarless（2012年10月－12月，日本電視台）飾演 田中ヒラオリ
- 假面教師（2013年7月－9月，日本電視台） 飾演 中川順也
- Binta!～律師事務員箕輪用愛解決一切～ 第11集、第12集（2014年12月11日・18日，日本電視台）飾演 秋吉祐司[9]
- 戰力外搜查官 2時間SP（2015年3月21日，日本電視台）
- WILD HEROES（2015年4月－6月，日本電視台）飾演 里島透（メロス）
- HiGH＆LOW-THE STORY OF S.W.O.R.D.-（2015年10月21日－12月23日，日本電視台）飾演 チハル
  - HiGH&LOW Season2（2016年4月－6月）
- 暗夜英雄Naoto 第1集（2016年4月，東京電視台）- 片尾舞蹈表演[10]
- 恐怖新聞（2020年8月－10月，東海電視台）飾演 松田勇介
- liar（2022年2月－4月，MBS）主演 市川一哉（與見上愛雙主演）
- 理想的男友（2022年6月－7月，TBS）飾演 村瀨光琉 / 神宮寺望
- Sister（2022年10月20日－12月22日，讀賣電視台）飾演 羽瀨昊汰
- around 1/4（2023年7月9日－9月23日，朝日放送電視台）主演 新田康祐
- 不離婚的男人（2024年1月20日－3月16日，朝日放送電視台）飾演 三砂裕
- 瓜熟蒂落（2024年1月23日－3月20日，TBS）主演 鍵谷千里	（與久住小春雙主演）
- 如積雪般的永寂（2024年7月7日－9月8日，日本電視台）飾演 鈴木潤
- 愛人轉生：綠帽妻死後復仇（2024年9月6日－10月25日，MBS）飾演 井上宗二郎
- 栞醬，讓我聽聽你的心聲 第1話（2024年12月13日，朝日電視台）飾演 清隆
- 風之福島 第1話（2025年1月11日，東京電視台）飾演 中村優神
- 廢柴經紀人 第6話（2025年5月25日，日本電視台）飾演 細井健一
- 戀愛禁止（2025年7月3日－，讀賣電視台・日本電視台）飾演 津坂慎也

### 電影
- 荒川アンダー ザ ブリッジ THE MOVIE（2012年）
- 渴望。（2014年）
- 俺たちの明日（2014年）飾演 相原卓也役
- HiGH&LOW 系列（松竹） 飾演 チハル
  - ROAD TO HiGH&LOW（2016年5月7日）
  - HiGH&LOW THE MOVIE（2016年7月16日）
  - HiGH&LOW THE RED RAIN（2016年10月8日）
- 小說之神（2020年5月22日，松竹）- 飾演 千谷ㄧ也（W主演）

### 電視動畫
- 錆色盔甲-黎明-（2022年1月）飾演 孫一

### 網上平台節目
- DANCER'S PRIDE（2016年12月25日、2017年1月8日、AbemaTV）[11]

### 舞台剧
- あたっくNo1（2013年）飾演 横川一等兵
- ムッシュ！（2013年）飾演 八鳥有

### 广告
- 洗顔料piu (2013年)[12]

### PV
- FUNKY MONKEY BABYS「ラブレター」（2011年）
- GENERATIONS from EXILE TRIBE 「BRAVE IT OUT」（2012年）
- DANCE EARTH PARTY 「イノチノリズム」（2013年）
- GENERATIONS from EXILE TRIBE 「ANIMAL」（2013年）
- GENERATIONS from EXILE TRIBE 「Love You More」（2013年）
- GENERATIONS from EXILE TRIBE 「HOT SHOT」（2013年）
- Crystal Kay「君がいたから」（2015年）[13]

## 備註
1. ↑  .   [2015-09-05]. （原始内容存档于2017-08-14）.
2. ↑  . WEBザテレビジョン. KADOKAWA. 2022-06-13  [2022-06-13].
3. ↑  . デイリースポーツ online (デイリースポーツ). 2018-06-21  [2018-10-21].
4. ↑  . ch FILES. 2018-12-05  [2024-09-08].
5. ↑  . エスクァイア日本版. ハースト婦人画報社. 2023-04-19  [2024-09-08].
6. ↑  . TOKYO HEADLINE. ヘッドライン. 2020-09-28  [2021-10-15].
7. ↑  佐藤大樹 EXILE/FANTASTICS Twitter. 2021年10月15日閲覧。
8. ↑  佐藤大樹 [@taiki__official].  (推文). 2022-03-07  [2022-03-09] –Twitter.
9. ↑  . modelpress. 2014-12-09  [2015-05-14]. （原始内容存档于2016-03-04）.
10. ↑  . modelpress. 2016-03-19  [2016-03-19]. （原始内容存档于2016-04-09）.
11. ↑  . Fashion-J. 2016-12-17  [2016-12-17]. （原始内容存档于2016-12-21）.
12. ↑  .   [2015-09-05]. （原始内容存档于2015-03-21）.
13. ↑  . オリコン. 2015-05-13  [2015-05-14]. （原始内容存档于2015-05-18）.

## 外部連結
- EXILE PROFILE 佐藤大樹/PERFORMER
- 佐藤 大樹的Instagram帳戶